# Radisson Collection Tallinn
Le Radisson Collection Tallinn (à l'origine Radisson SAS Hotel, puis  Radisson Blu Sky Hotel Tallinn)  est un hôtel situé dans le  district Kesklinn à Tallinn, en Estonie.

## Présentation
L'hôtel appartient à la chaîne hôtelière Radisson Hotels & Resorts.
Le bâtiment grande hauteur, conçu par Vilen Künnapu, Ain Padrik et Kari Mökkälä a été construit  de 1999 à 2001 par des constructeurs finlandais et estoniens. 
Le bâtiment a 25 étages, sa hauteur est de 104,8 mètres.
C'est le troisième hôtel de grande hauteur à Tallinn et le premier construit après l'ère soviétique.  
L'hôtel dispose de 280 chambres, du restaurant Seasons, du Lobby Bar et du bar Lounge 24. Les salles de conférence sont situées au deuxième étage.

## Hôtes célèbres
Entre autres, Bill Clinton, Jiang Zemin, Jacques Chirac, George W. Bush, Anders Fogh Rasmussen, Hillary Clinton, Alice Cooper et David Beckham, y ont séjourné.